# 오노 유키 (성우)
오노 유키(일본어: 小野友樹, 1984년 6월 22일 ~ )는 일본의 남자 성우이다.

## 출연작

### 텔레비전 애니메이션
2012년
- 쿠로코의 농구 (카가미 타이가)

2013년
- 다이아몬드 A (이사시키 쥰)

2014년
- 월간 순정 노자키 군 (호리 마사유키)

2016년
- 죠죠의 기묘한 모험 4부:다이아몬드는 부서지지 않는다 (히가시카타 죠스케)

2019년
- 앙상블 스타즈! (오오가미 코가)

### 게임
2013년
- 켄가키미 (츠즈라마루)

2015년
- 앙상블 스타즈! (오오가미 코가)